# Таймень сичуанський
Тайме́нь сичуа́нський (лат. Hucho bleekeri) — вид прісноводних риб родини лососевих, ендемічний для басейну річки Янцзи в Китаї.
Типове середовище проживання включає гірські потоки та невеликі річки, які зазвичай зустрічаються у водозборах річки Дадухе в провінціях Сичуань та Цінхай, а також річки Ханьцзян. Цій конкретній популяції риб значною мірою загрожує втрата середовища існування та незаконний промисел, що призводять до статусу «на межі зникнення» від Міжнародного союзу охорони природи.

## Зовнішній вигляд
Мають темно-сіру спинку, сріблясто-білу нижню частину і невеликі хрестоподібні плями на тілі та зябровому покриві. Дорослі особини можуть виростати до 64 см у довжину.

## Поширення та місця проживання
сичуанський таймень є ендеміком басейну Янцзи в Китаї. Зустрічається у верхніх притоках річки Янцзи в провінції Сичуань, верхній і середній течіях річки Дадухе в провінціях Сичуань і Цінхай, а також у верхів'ях річки Ханьцзян на південь від хребта Ціньлін в провінції Шеньсі. Він мешкає переважно у швидкоплинних потоках з піщаними та гравійними субстратами. Вид надає перевагу гірським потокам на висоті від 700 до 3300 метрів над рівнем моря з високим вмістом розчиненого кисню (>5 мг/л) і низькою температурою води (менше 15° С).

## Раціон
Молодь живиться здебільшого зоопланктоном та комахами, тоді як дорослі особини в основному їдять іншу рибу.

## Загрози
За даними МСОП, сичуанському тайменю загрожує втрата більшості середовища проживання внаслідок будівництва гідроелектростанцій, ерозії ґрунтів внаслідок вирубки лісів, будівництва доріг та виїмки піску. Незважаючи на правовий захист, виду також загрожує незаконний промисел. Недавні дослідження підрахували, що за останні три покоління цей вид переніс зниження популяції на 50—80 %, і, як очікується, зменшення триватиме. За оцінками, виживає лише 2000—2500 зрілих особин.